# 1165
Năm 1165 trong lịch Julius.

## Sinh
- 26 tháng 7: Ibn Arabi, học giả, nhà thần bí, nhà thơ và nhà triết học người Al-Andalus Hồi giáo
- 21 tháng 8: Philippe II của Pháp, vua Pháp từ năm 1180 đến năm 1223

### Không rõ
- Cung Thục hoàng hậu, nguyên phối Hoàng hậu của Tống Ninh Tông Triệu Khoáng
- Gia Luật Lưu Ca, thủ lĩnh nổi dậy phản kháng cuối đời Kim, nhà sáng lập nước Đông Liêu
- Shizuka Gozen, một shirabyōshi (vũ công triều đình) và tình nhân của Minamoto no Yoshitsune